# 高井野藩

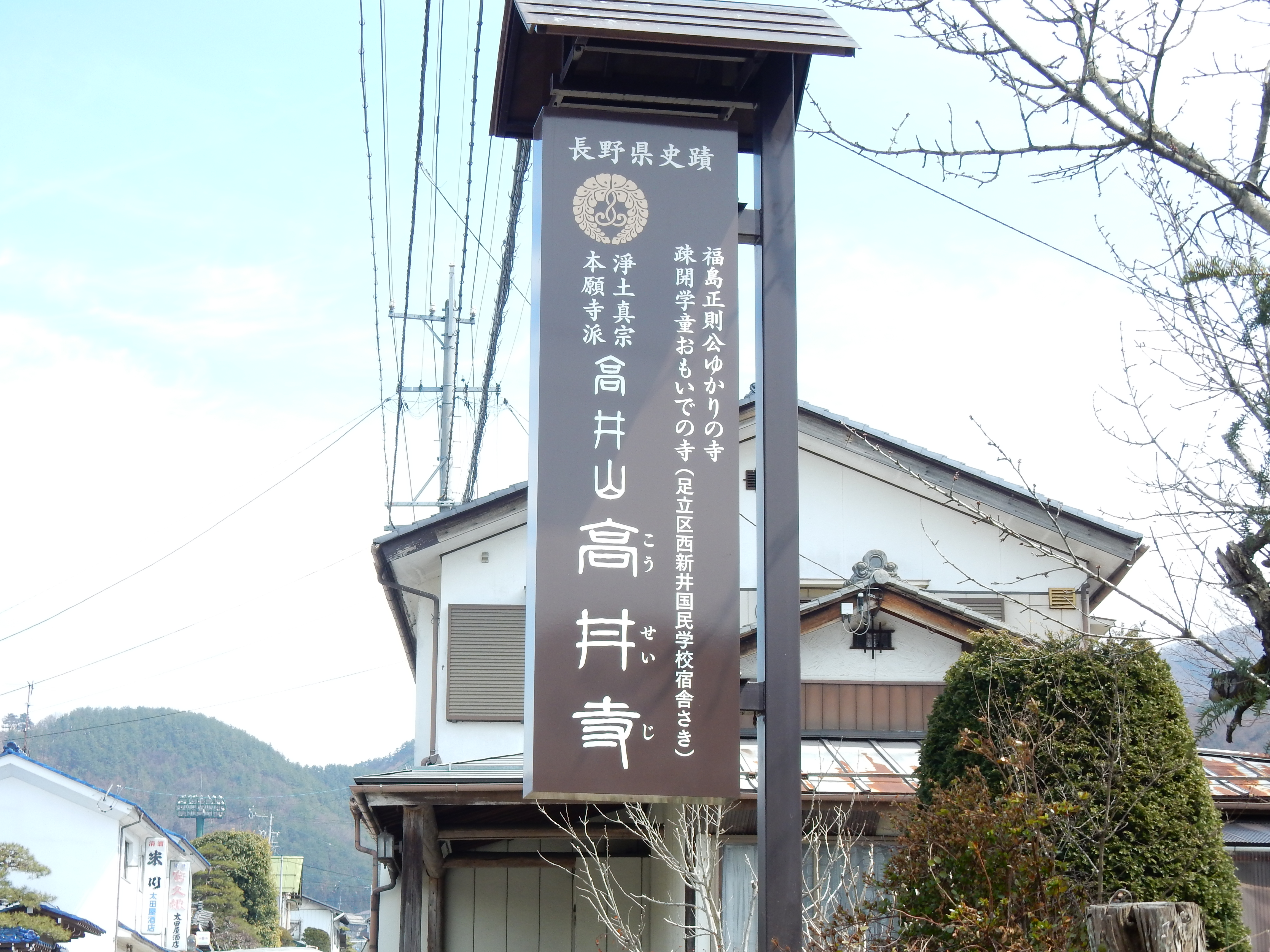
長野県高山村にある福島正則改易後の住居跡、高井寺(こうせいじ)の看板

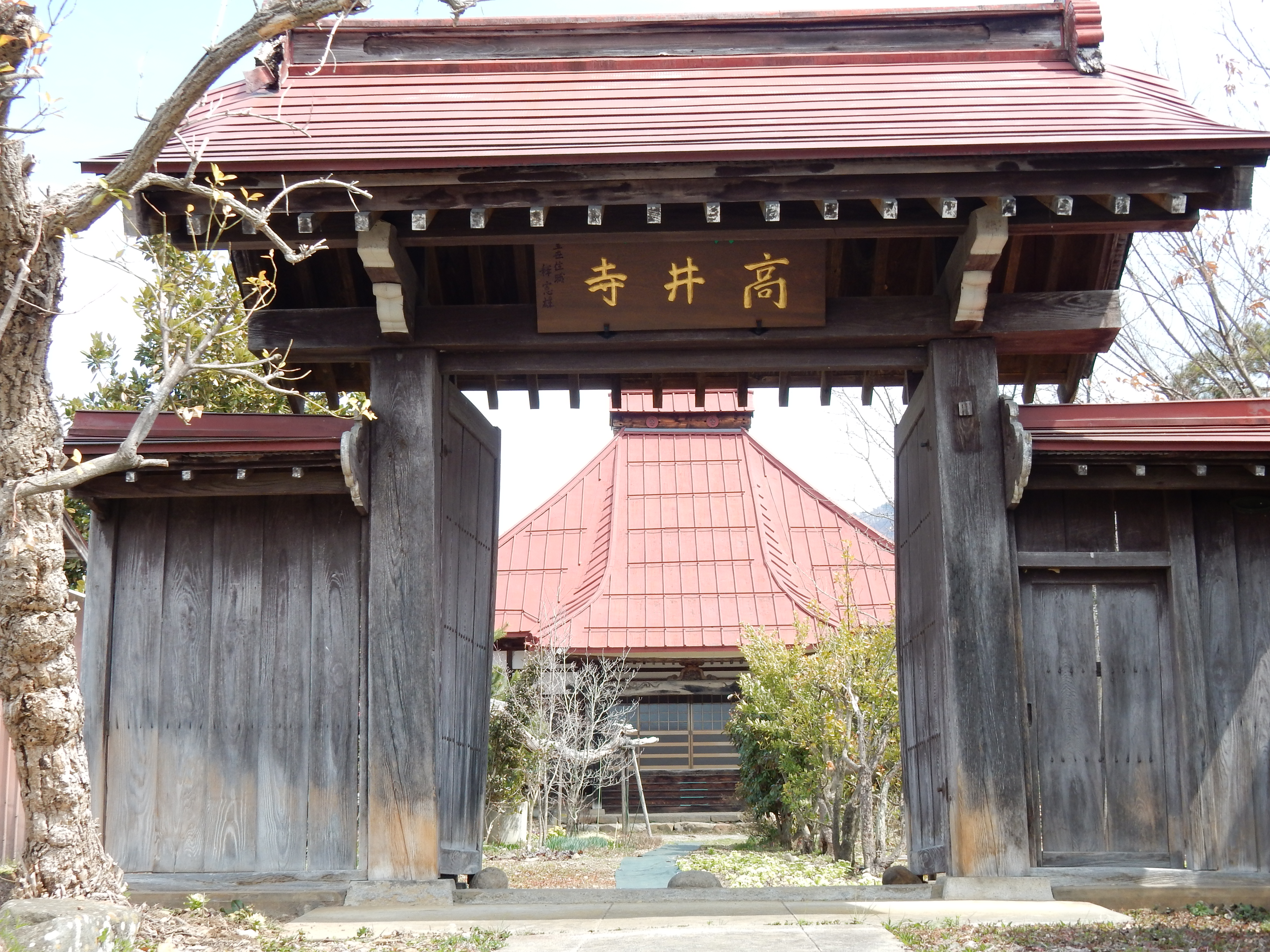
長野県高山村にある福島正則改易後の住居跡、高井寺(こうせいじ)の山門

高井野藩（たかいのはん）は、信濃国高井郡に存在した藩。藩庁は、現在の長野県上高井郡高山村堀之内に置かれ、高井野陣屋（高井野館とも）と呼ばれた。藩主家は福島家。領地は現在の須坂市、高山村、小布施町、中野市、山ノ内町にまたがる。

## 藩史
藩祖は豊臣秀吉に仕えて、賤ヶ岳の七本槍の一人に数えられた福島正則である。正則は秀吉より尾張清洲に20万石を与えられていたが、慶長5年（1600年）の関ヶ原の戦いで徳川家康に味方したため、戦後に安芸広島藩49万8200石に加増移封された。
しかし元和5年（1619年）、広島城の無断修築を武家諸法度違反として改易され、改めて信濃国高井郡2万石、越後国魚沼郡2万5000石の捨て扶持計4万5000石を与えられることとなった。このとき正則は嫡男の福島忠勝に家督を譲っているが、その忠勝が翌年に死去したことから、正則は魚沼2万5000石を幕府に返上している。なお、高井郡は北信地方全体を指す「川中島四郡」の一部であったため、正則の改易転封後の封地を信濃川中島とする史料が多い。
寛永元年（1624年）に正則も64歳で死去する。このとき、家臣団が正則の遺体を幕府の検使である堀田正吉（正利）が到着する前に火葬してしまったことから、またも法度違反であるとして、残りの2万石も没収された。ただし、正則の功績を考えて、幕府は正則の末子である福島正利に3112石の所領を与え、旗本として存続を許している。
寛永14年（1637年）、正利は嗣子無く死去した。これにより福島家は断絶したが、天和元年（1681年）に正利の甥・福島正長（福島忠勝の子）の長男の福島正勝が2000石の旗本として取り立てられ、福島家は再興された。

## 歴代藩主
福島家
外様。4万5000石→2万石。
1. 正則（まさのり）
2. 忠勝（ただかつ）

## 高井野藩領地
- 高井野村、中山田村、駒場村、奥山田村、黒部村（現在の高山村）
- 村山村、中島村（現在の須坂市）
- 小布施村、羽場村、矢島村、松村神田村、雁田村、清水村、六川村、山王島村、北岡村、中小塚村（現在の小布施町）
- 間山村、更級村、新野村、篠井村、新保村、東江部村、西江部村、草間村、立ケ花村、牛出村、安源寺村、安源寺新田村、栗林村、片塩村、吉田村、岩舟村、西條村、一本木村、竹原村、若宮村、七瀬村、大俣村、厚貝村、間長瀬村、金井村、上笠原村、下笠原村、壁田村、越村、赤岩村、柳沢村、田上村、松川村、北大熊村、荒井村、田麦村、小田中村、高遠村、灰塚村（現在の中野市）
- 戸狩村、夜間瀬村、上条村、寒沢村（現在の山ノ内町）

以上で2万石、その他に越後国魚沼郡に2万5千石。

## 史跡
- 福島正則屋敷跡（高山村堀之内） - 長野県指定文化財
  - 当時の屋敷の大きさは、103m×70mの方形単郭。東西54間、南北50間、幅3間の土塁を巡らし、さらにその外側に3間の空堀があった。屋敷跡に建つ高井寺（こうせいじ）の本堂裏手（東北隅）に高さ2m、長さ19mの土塁が残っている。
- 福島正則荼毘所跡（高山村堀之内） - 高山村指定文化財
  - 病死した正則の死骸は7月の暑い盛りであったため、幕府の検死が済む前に荼毘に付したが、そのために家禄は没収された。正則の威徳を偲んで、当時の住民によりこの荼毘所跡に1本の杉が植えられ、それ以来いつしかその地は「一本杉」と村民に呼ばれていた。一本杉は「傷をつけると血が噴出す」と長い間村人の間に伝承され、大切にされてきた。高さ30m、周囲9mの大木となっていたが、昭和9年（1934年）の室戸台風で倒壊した。
- 福島正則公碑（高山村堀之内）
- 福島正利公供養塔（高山村紫）
- 正則公霊廟（小布施町岩松院）